# Parathelges foliatus
Parathelges foliatus is een pissebed uit de familie Bopyridae. De wetenschappelijke naam van de soort is voor het eerst geldig gepubliceerd in 1972 door Clements Robert Markham.